# Kalapagunung
Kalapagunung is een bestuurslaag in het regentschap Kuningan van de provincie West-Java, Indonesië. Kalapagunung telt 4231 inwoners (volkstelling 2010).